# Baflikot
Baflikot (nepalski: बाफिकोट) – gaun wikas samiti w zachodniej części Nepalu w strefie Rapti w dystrykcie Rukum. Według nepalskiego spisu powszechnego z 2001 roku liczył on 914 gospodarstw domowych i 5456 mieszkańców (2678 kobiet i 2778 mężczyzn).